# Don McLean
Pour les articles homonymes, voir McLean.
Don McLean, né le 2 octobre 1945 à New Rochelle (État de New York), est un auteur-compositeur-interprète américain. Il est surtout connu pour être l'auteur de la ballade American Pie (1971).
Il est également l'auteur et interprète, en 1971, de Vincent, chanson dédiée au peintre postimpressionniste Vincent van Gogh. « Starry, starry night », les premières paroles de la chanson, font référence au tableau La Nuit étoilée.

## Discographie
| Année | Album                                        | Charts britanniques |
| ----- | -------------------------------------------- | ------------------- |
| 1970  | Tapestry                                     | 111                 |
| 1971  | American Pie                                 | 1                   |
| 1972  | Don McLean                                   | 23                  |
| 1973  | Playin' Favorites                            |                     |
| 1974  | Homeless Brother                             | 120                 |
| 1976  | Solo                                         |                     |
| 1977  | Prime Time                                   |                     |
| 1978  | Chain Lightning                              | 28                  |
| 1981  | Believers                                    | 156                 |
| 1982  | Dominion                                     |                     |
| 1987  | Love Tracks                                  |                     |
| 1989  | For the Memories Vols I & II                 |                     |
| 1989  | And I Love You So (UK Release)               |                     |
| 1990  | Headroom                                     |                     |
| 1991  | Christmas                                    |                     |
| 1995  | The River of Love                            |                     |
| 1997  | Christmas Dreams                             |                     |
| 2001  | Sings Marty Robbins                          |                     |
| 2001  | Starry Starry Night (LIVE)                   |                     |
| 2003  | You've Got to Share: Songs for Children      |                     |
| 2003  | The Western Album                            |                     |
| 2004  | Christmastime!                               |                     |
| 2005  | Rearview Mirror: An American Musical Journey |                     |
| 2009  | Addicted to Black                            |                     |
| 2018  | Botanical Gardens                            |                     |
| 2020  | Still Playin' Favorites                      |                     |